# Spider-Man: Shattered Dimensions
Spider-Man: Shattered Dimensions (укр. Людина-павук: Розбиті Виміри) — пригодницька відеогра 2010 року, заснована на супергероєві Marvel Comics Людині-павуку. Гравці керують чотирма різними версіями Людини-павука, кожна з яких походить з іншого мультивсесвіту Marvel Comics.

## Ігровий процес
Spider-Man: Shattered Dimensions — це пригодницька відеогра від третьої особи, яка базується на рівнях, де гравець бере на себе роль однієї з чотирьох версій Людини-павука, що охоплює всесвіти Amazing, Noir, 2099 і Ultimate. Ігровий процес обертається навколо унікальних надлюдських здібностей кожної Людини-павука; гравці можуть розгортати павутину, заштовхувати павутину, сканувати стіни та використовувати «чуття павука», щоб ідентифікувати ворогів або цікаві об'єкти. Битви в грі багаті кількістю атак, і кожна Людина-павук має свій власний стиль бою. Очки, необхідні для придбання покращень і нових бойових рухів, заробляються за перемогу над ворогами або за виконання різноманітних завдань у «Мережі долі». Зароблені бали також можна використати для придбання 16 альтернативних костюмів (по чотири для кожної Людини-павука), які не надають жодних ігрових переваг і є чисто косметичними.
У грі в ролі босів виступають численні суперлиходії з класичних коміксів про Людину-павука; деякі з лиходіїв створені виключно для гри, як-от версії 2099 Гобґоблін і Леді Восьминіг, а також Noir версія Hammerhead. З усіма босами зазвичай б'ються двічі на рівні, і під час другої битви вони володіють новими можливостями, наданих їм Скрижаллю порядку та хаосу, які вимагають від гравців змінити свою стратегію. Під час певних частин битв із босами Shattered Dimensions перемикається на перспективу від першої особи, де гравець може використовувати аналогові джойстики (або Wii Remote та Nunchuk у версії для Wii), щоб керувати руками Людини-павука, бити свого супротивника та ухилятися від їхніх атак. Доступні три різних типи ударів.
Ігровий процес Людини-павука відрізняється кількома кардинальними відмінностями. Наприклад, рівні Spider-Man Noir вимагають від гравців ховатися в тіні та знищувати ворогів непомітно, тоді як на рівнях Ultimate Spider-Man більше уваги приділяється битвам і гравець часто бореться з великими натовпами ворогів; це стало можливим завдяки тому, що ця версія Людини-павука була надана мадам Веб чорним костюмом симбіота, що збільшує його силу. Рівні Spider-Man 2099 мають унікальні, вільно впадні сегменти та механіку Bullet time, яка дозволяє гравцям уповільнювати час, щоб ухилятися від летючих снарядів.

## Сюжет
Під час протистояння з Містеріо, який намагається вкрасти Скрижаль Порядку і Хаосу, Нова Людина-Павук випадково розбиває Скрижаль на 17 осколків. Поки Містеріо втікає з одним шматком, до Людини-павука підходить Мадам Веб, яка розповідає, що інші фрагменти були розкидані в цій та трьох інших реальностях Мультивселенної. Щоб відновити рівновагу, Мадам Веб набирає Людей-павуків із всесвітів Amazing, Noir, 2099 і Ultimate, щоб отримати фрагменти з їхніх рідних вимірів. Після того, як Люди-павуки без труднощів збирають свій перший фрагмент, Мадам Веб попереджає їх, що шматки Скрижалі можуть надавати неймовірні сили, і не можна допускати, щоб вони потрапили в чужі руки.
У пошуках свого другого фрагмента Люди-павуки виявляють, що їх уже знайшли суперлиходії. У Новому всесвіті Крейвен-мисливець змушує Людину-павука подолати низку випробувань заради фрагмента; однак після того, як Людина-павук перемагає його, Крейвен відмовляється від угоди та використовує частину Скрижалі, щоб отримати надлюдську швидкість і силу. У всесвіті Noir, Кувалда використовує осколок, щоб з'єднати запобіжник його гармати зі своєю рукою і божевільний від влади, прагне скинути свого боса, Нормана Осборна. У всесвіті 2099 Гобґоблін, андроїд-найманець, використовує фрагмент, щоб збільшити свої психічні здібності та створити ілюзії, щоб мучити Людину-павука 2099. У всесвіті Ultimate Електро атакує дамбу гідроелектростанції та використовує знайдений фрагмент, щоб стати більшим і потужнішим, оскільки він поглинає більше енергії. Зрештою, Люди-павуки перемагають лиходіїв і повертають їхні фрагменти, перш ніж вирушити шукати нові.
Нова Людина-павук знаходить ще один фрагмент у покинутому кар'єрі Roxxon Industries, але його викрадає Пісочна людина, яка використовує його, щоб збільшити свої сили та захопити кар'єр. Людина-павук Нуар переслідує Стерв'ятника, праву руку Осборна та вбивцю його дядька Бена, за фрагментом, який надав лиходію силу телепортації. Людина-павук 2099 зіткнувся зі своїм зведеним братом, Кроном Стоуном, Скорпіоном 2099 року, який викрав фрагмент із Громадського патруля для підрядника в обмін на скасування його мутації, отримуючи здатність створювати численні нащадки в процесі. Ultimate Spider-Man змагається в реаліті-шоу Дедпула Pain Factor за фрагмент, який останній зрештою використовує для клонування себе. Тим часом Містеріо знаходить свій уламок, який надав йому магічних здібностей, і шукає решту. Коли Люди-Павуки повертаються до Мадам Веб з уламками, які вони зібрали, Містеріо нападає на них, погрожуючи вбити Мадам Веб, якщо вони не доставлять залишки.
Нова Людина-Павук знаходить свій останній уламок на будівельному майданчику, але змушений втрутитися в погоню Дикої Зграї за Джаггернаутом після того, як той несвідомо підбирає його. Людина-павук Нуар стикається з Осборном, який використав уламок, щоб стати "Гобліном" і захопив ярмарок, щоб заманити його в пастку. Людина-павук 2099 вривається в Alchemax, де він знаходить свій останній фрагмент у руках Доктора Восьминога, Серени Патель, яка сподівається використати його для живлення небезпечного реактора. Ultimate Spider-Man відвідує Трискеліон, щоб отримати допомогу Щ.И.Т.а у пошуку його останнього фрагмента, лише для того, щоб знайти базу під контролем Карнажу після того, як вчені Щ.И.Т об'єднали істоту з частинкою планшета, давши їй можливість воскрешати своїх жертв у зомбі — як міньйони.
Отримавши останній набір фрагментів, Люди-павуки повертаються до Містеріо, який після короткої боротьби поглинає всю Скрижаль і стає богом. Він руйнує кордони між реальностями, прагнучи створити під своєю владою нову. Однак це дозволяє Мадам Веб викликати чотирьох Людей-Павуків, щоб разом битися з Містеріо. Після перемоги над Містеріо та відокремлення його від Скрижалі, Мультивсесвіт відновлюється до нормального стану, а Людина-павук Noir, 2099 і Ultimate повертаються до рідної реальності, тоді як Нова Людина-павук забирає Містеріо до в'язниці.
У сцені після титрів Мадам Веб відвідує Свин-павук, який також сподівався допомогти врятувати мультивсесвіт, але прибув надто пізно.

## Реценції
| Агрегатор  | Оцінка                                                     |
| ---------- | ---------------------------------------------------------- |
| Metacritic | DS: 73/100 PS3: 74/100 WII: 75/100 X360: 76/100 PC: 68/100 |

| Видання                      | Оцінка              |
| ---------------------------- | ------------------- |
| Destructoid                  | 6/10                |
| Eurogamer                    | 7/10                |
| Game Informer                | 8.5/10              |
| GamePro                      | [ 11 ]              |
| GameRevolution               | B                   |
| GameSpot                     | 7.5/10              |
| GameTrailers                 | 7/10                |
| GameZone                     | 8/10 DS: 7.5/10     |
| IGN                          | 8/10 DS/WII: 7.5/10 |
| Joystiq                      | [ 21 ]              |
| Nintendo Power               | WII: 8/10 DS: 7/10  |
| Official Xbox Magazine (США) | 7.5/10              |
| PC Gamer (США)               | 50%                 |

Гра отримала переважно позитивні відгуки критиків. Metacritic дала йому 73/100 для версії Nintendo DS; 74/100 для версії PlayStation 3; 76/100 для версії Xbox 360; 75/100 для версії Wii; і 68/100 для версії для ПК.
Версія гри для Nintendo DS отримала змішані відгуки. IGN та Digital Chumps високо оцінили візуальне оформлення. IGN вважає, що візуальні ефекти залишилися вірними коміксам, тоді як Digital Chumps похвалили плавну і детальну анімацію. Рецензенти вважали, що в цілому 2.5D геймплей у стилі Metroid був приємним і добре підходив для DS. Звуки і озвучка також були високо оцінені. Деякі рецензенти вважали, що гра занадто коротка, і що недостатньо уваги приділялося дослідженню відкритого світу.